# NGC 6123
NGC 6123 (również PGC 57729 lub UGC 10333) – galaktyka spiralna (S0-a), znajdująca się w gwiazdozbiorze Smoka. Odkrył ją w 1885 roku Lewis A. Swift.